# آیکونیکس انترتینمنت
آیکونیکس اینترتینمنت (کره‌ای: ㈜아이코닉스) شرکت سرگرمی کره‌ای است، که در سال ۱۹۹۶ تأسیس شد.